# Fowtbolayin Akowmb Ararat-Armenia 2021-2022
Questa voce raccoglie le informazioni riguardanti l'Ararat-Armenia nelle competizioni ufficiali della stagione 2021-2022.

## Maglie e sponsor
Lo sponsor tecnico per la stagione 2021-2022 è Puma mentre lo sponsor ufficiale è Tashir.
| Prima divisa | Seconda divisa |

## Rosa
| N. |                         | Ruolo | Calciatore         |
| -- | ----------------------- | ----- | ------------------ |
| 1  | Armenia (bandiera)      | P     | Hayk Khachatryan   |
| 2  | Brasile (bandiera)      | D     | Alemão             |
| 3  | Colombia (bandiera)     | D     | José Bueno         |
| 4  | Armenia (bandiera)      | D     | Albert Khachumyan  |
| 5  | Armenia (bandiera)      | D     | Davit Terteryan    |
| 6  | Armenia (bandiera)      | C     | Wbeymar Angulo     |
| 7  | Armenia (bandiera)      | A     | Žirayr Šaġoyan     |
| 8  | Francia (bandiera)      | A     | Yoan Gouffran      |
| 8  | Colombia (bandiera)     | A     | Jonathan Duarte    |
| 9  | Armenia (bandiera)      | C     | Mamikon Dermenyan  |
| 10 | Armenia (bandiera)      | C     | Armen Ambartsumyan |
| 11 | Ucraina (bandiera)      | D     | Jehor Klymenčuk    |
| 12 | Belgio (bandiera)       | D     | Thibaut Lesquoy    |
| 13 | Armenia (bandiera)      | P     | Vardan Shahatuni   |
| 14 | Capo Verde (bandiera)   | C     | Mailson Lima       |
| 17 | Burkina Faso (bandiera) | A     | Zakaria Sanogo     |

| N. |                           | Ruolo | Calciatore         |
| -- | ------------------------- | ----- | ------------------ |
| 18 | Armenia (bandiera)        | A     | Artëm Avanesjan    |
| 19 | Armenia (bandiera)        | C     | Karen Muradyan     |
| 20 | Kenya (bandiera)          | C     | Alwyn Tera         |
| 21 | Armenia (bandiera)        | C     | Solomon Udo        |
| 24 | Nigeria (bandiera)        | A     | Yusuf Otubanjo     |
| 25 | Armenia (bandiera)        | C     | Davit Nalbandyan   |
| 27 | Paesi Bassi (bandiera)    | A     | Furdjel Narsingh   |
| 30 | Brasile (bandiera)        | D     | Romércio           |
| 33 | Russia (bandiera)         | P     | Dmitrij Abakumov   |
| 77 | Italia (bandiera)         | P     | Valerio Vimercati  |
| 79 | Ucraina (bandiera)        | C     | Serhij Vakulenko   |
| 81 | Uruguay (bandiera)        | D     | Diego Barboza      |
| 88 | Costa d'Avorio (bandiera) | A     | Wilfried Eza       |
| 94 | Moldavia (bandiera)       | C     | Dan Spătaru        |
| 99 | Armenia (bandiera)        | A     | Armen Hovhannisyan |

## Calciomercato

### Sessione estiva
| Acquisti | Acquisti          | Acquisti          | Acquisti      |
| R.       | Nome              | da                | Modalità      |
| -------- | ----------------- | ----------------- | ------------- |
| P        | Valerio Vimercati | Noah              | svincolato    |
| D        | Diego Barboza     | EN Paralimni      | definitivo    |
| C        | Mamikon Dermenyan | BKMA Erevan       | definitivo    |
| C        | Karen Muradyan    | Ararat            | svincolato    |
| C        | Davit Nalbandyan  | Van Charentsavan  | fine prestito |
| C        | Alwyn Tera        | Saburtalo Tbilisi | svincolato    |
| A        | Artëm Avanesjan   | P'yownik          | fine prestito |
| A        | Wilfried Eza      | Van Charentsavan  | svincolato    |
| A        | Mailson Lima      | Dibba Al Hisn     | svincolato    |
| A        | Žirayr Šaġoyan    | BKMA Erevan       | fine prestito |

| Cessioni | Cessioni              | Cessioni          | Cessioni   |
| R.       | Nome                  | da                | Modalità   |
| -------- | --------------------- | ----------------- | ---------- |
| P        | Rafayel Manasyan      | BKMA Erevan       | prestito   |
| P        | Nikola Petrić         | Proleter Novi Sad | svincolato |
| D        | Aleksandar Damčevski  | Partizani Tirana  | svincolato |
| D        | David Humanes         |                   | svincolato |
| D        | Ângelo Meneses        | Rio Ave           | svincolato |
| D        | Styopa Mkrtchyan      | BKMA Erevan       | prestito   |
| C        | Armen Nahapetyan      | BKMA Erevan       | definitivo |
| C        | Heradi Rashidi        |                   | svincolato |
| C        | Sargis Shahinyan      | Noah              | prestito   |
| A        | Jeisson Martínez      | Albacete          | svincolato |
| A        | Alek'sandr Karapetyan | Noah              | definitivo |
| A        | Art'owr Serobyan      | BKMA Erevan       | prestito   |

### Sessione invernale
| Acquisti | Acquisti        | Acquisti          | Acquisti   |
| R.       | Nome            | da                | Modalità   |
| -------- | --------------- | ----------------- | ---------- |
| D        | Thibaut Lesquoy | Almere City       | definitivo |
| D        | Romércio        | Remo              | svincolato |
| C        | Solomon Udo     | Shahter Qaraǵandy | svincolato |
| A        | Jonathan Duarte | Orsomarso         | definitivo |

| Cessioni | Cessioni           | Cessioni        | Cessioni   |
| R.       | Nome               | da              | Modalità   |
| -------- | ------------------ | --------------- | ---------- |
| P        | Vardan Shahatuni   | Noah            | svincolato |
| D        | Albert Khachumyan  | BKMA Erevan     | prestito   |
| C        | Davit Nalbandyan   | Zimbru Chișinău | svincolato |
| C        | Dan Spătaru        | Noah            | svincolato |
| A        | Armen Hovhannisyan | Zimbru Chișinău | svincolato |

## Risultati

### Bardsragujn chumb
| Arbitro: | Ghaltakchyan (Ijevan) |

|  |           |                                    |
|  | Marcatori | 61’ Eza 67’ Otubanjo 75’ Avanesjan |

| Arbitro: | Nalbandyan (Erevan) |

|                                    |           |                             |
| Lima 22’ (rig.), 46’ Avanesjan 28’ | Marcatori | 53’ Petrosyan 88’ Mirzonyan |

| Arbitro: | Hovhannisyan (Erevan) |

|  |           |                            |
|  | Marcatori | 22’, 45’ Otubanjo 71’ Tera |

| Arbitro: | Gasparyan (Erevan) |

|  |           |              |
|  | Marcatori | 23’, 52’ Eza |

| Arbitro: | Gasparyan (Erevan) |

|                                                       |           |                          |
| Lima 18’, 49’ (rig.) Otubanjo 59’ Eza 84’ Šaġoyan 89’ | Marcatori | 10’ Karapetyan 42’ Gyasi |

| Arbitro: | Ghaltakchyan (Ijevan) |

|                |           |                            |
| L. Meneses 34’ | Marcatori | 90+1’ Avanesjan 90+4’ Lima |

| Arbitro: | Hovhannisyan (Erevan) |

|                                  |           |  |
| Lima 47’ (rig.), 51’ Šaġoyan 81’ | Marcatori |  |

| 29 settembre 2021 8ª giornata |  | – (turno di riposo) |  |  |

| Arbitro: | Hovhannisyan (Erevan) |

|                              |           |  |
| Lima 60’ Otubanjo 66’, 90+6’ | Marcatori |  |

| Arbitro: | Nalbandyan (Erevan) |

|                           |           |            |
| Ambartsumyan 22’ Lima 67’ | Marcatori | 31’ Embaló |

| Arbitro: | Khachatryan (Zoravan) |

|                            |           |                                   |
| Grigoryan 27’ Mirzoyan 59’ | Marcatori | 11’ (rig.) Lima 62’, 76’ Otubanjo |

| Arbitro: | Nalbandyan (Erevan) |

|            |           |                               |
| Lima 90+6’ | Marcatori | 19’ Caraballo 57’ Harutyunyan |

| Arbitro: | Khachatryan (Zoravan) |

|                       |           |           |
| Avanesjan 25’ Eza 54’ | Marcatori | 48’ Orlov |

| Arbitro: | Hovhannisyan (Erevan) |

|  |           |          |
|  | Marcatori | 68’ Lima |

| Arbitro: | Aghayan (Kapan) |

|                |           |  |
| Eza 85’, 90+2’ | Marcatori |  |

| Erevan 3 dicembre 2021, ore 18:30 UTC+4 16ª giornata | Urartu                | 0 – 0 referto | Ararat-Armenia | Stadio Urartu (700 spett.)\| Arbitro: \| Hovhannisyan (Erevan) \| |
| Arbitro:                                             | Hovhannisyan (Erevan) |               |                |                                                                   |

| 8 dicembre 2021 17ª giornata |  | – (turno di riposo) |  |  |

| Arbitro: | Nalbandyan (Erevan) |

|  |           |          |
|  | Marcatori | 28’ Lima |

| Arbitro: | Nalbandyan (Erevan) |

|  |           |                |
|  | Marcatori | 90+6’ Otubanjo |

| Erevan 2 marzo 2022, ore 16:00 UTC+4 20ª giornata | Ararat-Armenia     | 0 – 0 referto | BKMA Erevan | Stadio dell'Accademia calcistica di Erevan\| Arbitro: \| Gasparyan (Erevan) \| |
| Arbitro:                                          | Gasparyan (Erevan) |               |             |                                                                                |

| Arbitro: | Hovhannisyan (Erevan) |

|             |           |  |
| Firmino 49’ | Marcatori |  |

| Arbitro: | Aghayan (Kapan) |

|  |           |                                |
|  | Marcatori | 19’ Sanogo 28’ (rig.) Otubanjo |

| Arbitro: | Hovhannisyan (Erevan) |

|  |           |                                |
|  | Marcatori | 42’ Duarte 58’ Lima 75’ Sanogo |

| Arbitro: | Gasparyan (Erevan) |

|                          |           |            |
| Filippov 71’ Badoyan 75’ | Marcatori | 17’ Duarte |

| Arbitro: | Nalbandyan (Erevan) |

|                 |           |              |
| Lima 30’ (rig.) | Marcatori | 34’ Miranyan |

| 11 aprile 2022 26ª giornata |  | – (turno di riposo) |  |  |

| Arbitro: | Manukyan (Erevan) |

|                                  |           |              |
| Alemão 27’ Lima 51’ Narsingh 70’ | Marcatori | 42’ Hakobyan |

| Arbitro: | Gasparyan (Erevan) |

|            |           |               |
| Duarte 83’ | Marcatori | 90’ Churcidze |

| Arbitro: | Aghayan (Kapan) |

|  |           |         |
|  | Marcatori | 58’ Eza |

| Arbitro: | Nalbandyan (Erevan) |

|              |           |             |
| Narsingh 82’ | Marcatori | 63’ Firmino |

| Arbitro: | Gasparyan (Erevan) |

|                            |           |  |
| Duarte 26’ Lima 71’ (rig.) | Marcatori |  |

| Arbitro: | Aghayan (Kapan) |

|  |           |              |
|  | Marcatori | 3’ Lavriščev |

| Arbitro: | Manukyan (Erevan) |

|               |           |  |
| Vakulenko 70’ | Marcatori |  |

| Arbitro: | Aghayan (Kapan) |

|              |           |                           |
| Hakobyan 73’ | Marcatori | 14’ Ambartsumyan 16’ Lima |

| 25 maggio 2022 35ª giornata |  | – (turno di riposo) |  |  |

| Arbitro: | Manukyan (Erevan) |

|  |           |             |
|  | Marcatori | 38’ Šaġoyan |

### Coppa d'Armenia
| Arbitro: | Ghaltakchyan (Ijevan) |

|            |           |                        |
| Badjie 41’ | Marcatori | 18’ Avanesjan 86’ Lima |

| Arbitro: | Ghaltakchyan (Ijevan) |

|                        |           |              |
| Mustafin 28’ Orlov 69’ | Marcatori | 71’ Otubanjo |

## Statistiche

### Statistiche di squadra
| Competizione      | Punti | In casa | In casa | In casa | In casa | In casa | In casa | In trasferta | In trasferta | In trasferta | In trasferta | In trasferta | In trasferta | Totale | Totale | Totale | Totale | Totale | Totale | D.R. |
| Competizione      | Punti | G       | V       | N       | P       | Gf      | Gs      | G            | V            | N            | P            | Gf           | Gs           | G      | V      | N      | P      | Gf     | Gs     | D.R. |
| ----------------- | ----- | ------- | ------- | ------- | ------- | ------- | ------- | ------------ | ------------ | ------------ | ------------ | ------------ | ------------ | ------ | ------ | ------ | ------ | ------ | ------ | ---- |
| Bardsragujn chumb | 74    | 16      | 10      | 4       | 2       | 30      | 13      | 16           | 13           | 1            | 2            | 26           | 7            | 32     | 23     | 5      | 4      | 52     | 25     | +27  |
| Coppa d'Armenia   | -     | 0       | 0       | 0       | 0       | 0       | 0       | 2            | 1            | 0            | 1            | 3            | 3            | 2      | 1      | 0      | 1      | 3      | 3      | 0    |
| Totale            |       | 16      | 10      | 4       | 2       | 30      | 13      | 18           | 14           | 1            | 3            | 29           | 10           | 34     | 24     | 5      | 5      | 55     | 28     | +27  |

### Andamento in campionato
| Giornata  | 1 | 2 | 3 | 4 | 5 | 6 | 7 | 8 | 9 | 10 | 11 | 12 | 13 | 14 | 15 | 16 | 17 | 18 | 19 | 20 | 21 | 22 | 23 | 24 | 25 | 26 | 27 | 28 | 29 | 30 | 31 | 32 | 33 | 34 | 35 | 36 |
| --------- | - | - | - | - | - | - | - | - | - | -- | -- | -- | -- | -- | -- | -- | -- | -- | -- | -- | -- | -- | -- | -- | -- | -- | -- | -- | -- | -- | -- | -- | -- | -- | -- | -- |
| Luogo     | T | C | T | T | C | T | C | – | C | C  | T  | C  | C  | T  | C  | T  | –  | T  | T  | C  | T  | T  | T  | T  | C  | –  | C  | C  | T  | C  | C  | C  | C  | T  | –  | T  |
| Risultato | V | V | V | V | V | V | V | – | V | V  | V  | P  | V  | V  | V  | N  | –  | V  | V  | N  | P  | V  | V  | P  | N  | –  | V  | N  | V  | N  | V  | P  | V  | V  | –  | V  |
| Posizione | 4 | 3 | 2 | 1 | 1 | 1 | 1 | 1 | 1 | 1  | 1  | 1  | 1  | 1  | 1  | 1  | 1  | 1  | 1  | 1  | 1  | 1  | 1  | 1  | 1  | 2  | 2  | 2  | 2  | 2  | 2  | 2  | 2  | 2  | 2  | 2  |

Legenda:

Luogo: C = Casa; T = Trasferta. Risultato: V = Vittoria; N = Pareggio; P = Sconfitta.

### Statistiche dei giocatori
Sono in corsivo i calciatori che hanno lasciato la società a stagione in corso.
| Giocatore       | Bardsragujn chumb | Bardsragujn chumb | Bardsragujn chumb | Bardsragujn chumb | Coppa d'Armenia | Coppa d'Armenia | Coppa d'Armenia | Coppa d'Armenia | Totale   | Totale | Totale      | Totale     |
| Giocatore       | Presenze          | Reti              | Ammonizioni       | Espulsioni        | Presenze        | Reti            | Ammonizioni     | Espulsioni      | Presenze | Reti   | Ammonizioni | Espulsioni |
| --------------- | ----------------- | ----------------- | ----------------- | ----------------- | --------------- | --------------- | --------------- | --------------- | -------- | ------ | ----------- | ---------- |
| D. Abakumov     | 3                 | -1                | 0                 | 0                 | 2               | -3              | 0               | 0               | 5        | -4     | 0           | 0          |
| Alemão          | 30                | 1                 | 3                 | 0                 | 2               | 0               | 0               | 0               | 32       | 1      | 3           | 0          |
| A. Ambartsumyan | 19                | 2                 | 4                 | 0                 | 2               | 0               | 1               | 0               | 21       | 2      | 5           | 0          |
| W. Angulo       | 27                | 0                 | 7                 | 0                 | 2               | 0               | 0               | 0               | 29       | 0      | 7           | 0          |
| A. Avanesjan    | 30                | 4                 | 1                 | 0                 | 2               | 1               | 0               | 0               | 32       | 5      | 1           | 0          |
| D. Barboza      | 4                 | 0                 | 0                 | 0                 | 1               | 0               | 0               | 0               | 5        | 0      | 0           | 0          |
| J. Bueno        | 21                | 0                 | 5                 | 1                 | 1               | 0               | 0               | 0               | 22       | 0      | 5           | 1          |
| J. Duarte       | 14                | 4                 | 2                 | 0                 | 0               | 0               | 0               | 0               | 14       | 4      | 2           | 0          |
| W. Eza          | 29                | 8                 | 0                 | 0                 | 2               | 0               | 0               | 0               | 31       | 8      | 0           | 0          |
| Y. Gouffran     | 4                 | 0                 | 0                 | 0                 | 0               | 0               | 0               | 0               | 4        | 0      | 0           | 0          |
| A. Hovhannisyan | 1                 | 0                 | 0                 | 0                 | 1               | 0               | 0               | 0               | 2        | 0      | 0           | 0          |
| A. Khachumyan   | 2                 | 0                 | 1                 | 0                 | 1               | 0               | 0               | 0               | 3        | 0      | 1           | 0          |
| J. Klymenčuk    | 19                | 0                 | 1                 | 0                 | 2               | 0               | 2               | 0               | 21       | 0      | 3           | 0          |
| T. Lesquoy      | 7                 | 0                 | 1                 | 0                 | 0               | 0               | 0               | 0               | 7        | 0      | 1           | 0          |
| M. Lima         | 31                | 18                | 7                 | 0                 | 1               | 1               | 0               | 0               | 32       | 19     | 7           | 0          |
| K. Muradyan     | 26                | 0                 | 3                 | 0                 | 1               | 0               | 0               | 0               | 27       | 0      | 3           | 0          |
| F. Narsingh     | 25                | 2                 | 1                 | 0                 | 0               | 0               | 0               | 0               | 25       | 2      | 1           | 0          |
| Y. Otubanjo     | 23                | 10                | 1                 | 0                 | 2               | 1               | 0               | 0               | 25       | 11     | 1           | 0          |
| Romércio        | 14                | 0                 | 4                 | 1                 | 0               | 0               | 0               | 0               | 14       | 0      | 4           | 1          |
| Ž. Šaġoyan      | 27                | 3                 | 2                 | 0                 | 2               | 0               | 0               | 0               | 29       | 3      | 2           | 0          |
| Z. Sanogo       | 21                | 2                 | 2                 | 0                 | 2               | 0               | 0               | 0               | 23       | 2      | 2           | 0          |
| V. Shahatuni    | 0                 | 0                 | 0                 | 0                 | 0               | 0               | 0               | 0               | 0        | 0      | 0           | 0          |
| D. Spătaru      | 4                 | 0                 | 0                 | 0                 | 1               | 0               | 0               | 0               | 5        | 0      | 0           | 0          |
| A. Tera         | 28                | 1                 | 1                 | 0                 | 1               | 0               | 0               | 0               | 29       | 1      | 1           | 0          |
| D. Terteryan    | 26                | 0                 | 7                 | 0                 | 1               | 0               | 1               | 0               | 27       | 0      | 8           | 0          |
| S. Udo          | 15                | 0                 | 2                 | 0                 | 0               | 0               | 0               | 0               | 15       | 0      | 2           | 0          |
| S. Vakulenko    | 24                | 1                 | 2                 | 0                 | 2               | 0               | 0               | 0               | 26       | 1      | 2           | 0          |
| V. Vimercati    | 29                | -18               | 1                 | 0                 | 0               | 0               | 0               | 0               | 29       | -18    | 1           | 0          |